# 亞當·科克斯
亞當·查爾斯·科克斯（英語：Adam Charles Kokesh；/ˈkoʊkɛʃ/；1982年2月1日—），是美國一位美國自由意志主義政治活動家、電台主持人和作家；曾就「有秩序解散聯邦政府」此單一議題參加2020年美國總統選舉自由意志黨初選。
科克斯是前美国海军陆战队的下士，在伊拉克战争作戰，服役期滿後成為反戰運動活動家，以及組織伊拉克退伍軍人的倡導者。2011年，他的個人電視、廣播與網絡訪問節目《亞當與男人》（ ）獲RT美國台授權，成為脫口秀節目主持人，幾個月後因為收到联邦选举委员会的投訴而取消。

## 外部連接
- 官方网站
- C-SPAN內的頁面（英文）
- 亞當·科克斯在互联网电影资料库（IMDb）上的資料（英文）